# Bretteville-du-Grand-Caux
Bretteville-du-Grand-Caux là một xã thuộc tỉnh Seine-Maritime trong vùng Normandie miền bắc nước Pháp.

## Huy hiệu
| Arms of Bretteville-du-Grand-Caux | The arms of Bretteville-du-Grand-Caux are blazoned: Azure, a fess brettessed between 3 roses Or, and a chief fusilly argent and gules. |

## Dân số
| Năm | 1962 | 1968 | 1975 | 1982 | 1990 | 1999 | 2006 |
| --- | ---- | ---- | ---- | ---- | ---- | ---- | ---- |
| Dân số | 752  | 871  | 774  | 874  | 1006 | 1134 | 1288 |
| From the year 1962 on: No double counting—residents of multiple communes (e.g. students and military personnel) are counted only once. |      |      |      |      |      |      |      |